# Ecce Homo

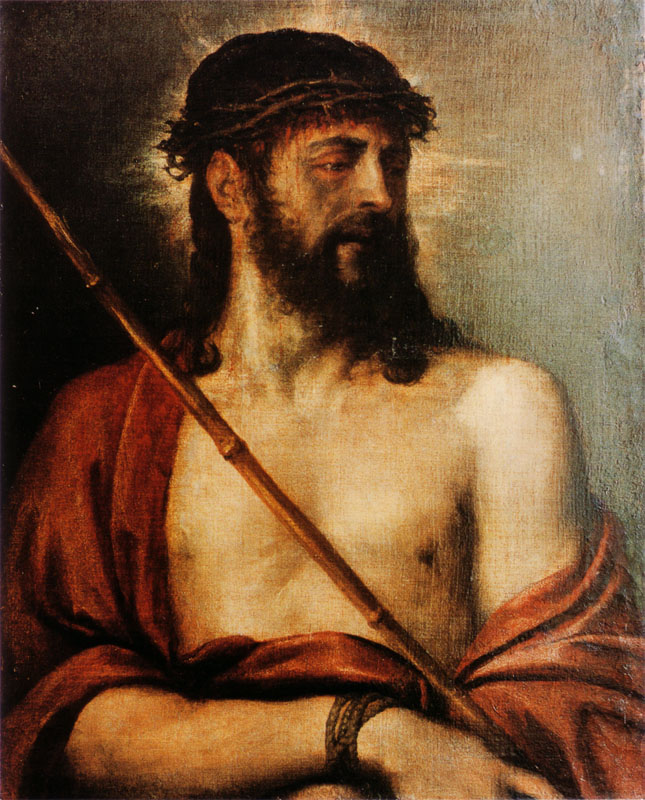
Tabloul „Ecce Homo” de Tițian, Muzeul Național Brukenthal din Sibiu

Ecce homo (Iată Omul): exclamația atribuită în Evanghelia lui Ioan (19,5) procuratorului roman Pilat din Pont, în momentul în care acesta ar fi arătat mulțimii pe Isus din Nazaret, cu coroana de spini pe cap, lângă Fortăreața Antonia din Ierusalim. A supus mulțimii însă, la alegere, spre condamnare la moarte, fie pe Isus, fie pe Baraba („închis împreună cu niște răsculați care în răscoală săvârșiseră omor”, respectiv un luptător iudeu pentru eliberarea provinciei Iudeea de sub tutela apăsătoare romană). Mulțimea ar fi optat pentru condamnarea lui Iisus, respectiv pentru eliberarea lui Baraba.
Această scenă biblică este larg reprezentată în arta creștină.
În Ierusalim există o mănăstire numita „Ecce Homo”, aflată în apropierea locului în care se înălța Fortăreața Antonia. Fortăreața a fost considerată în mod tradițional drept locul în care Iisus a fost condamnat. În apropierea Mănăstirii Ecce Homo se află prima dintre cele 14 opriri de pe Drumul Crucii (Via Dolorosa), în cadrul Mănăstirii Flagelarii, care marchează locul unde s-ar fi petrecut biciuirea și punerea crucii pe umerii lui Iisus și pornirea spre Golgota. Ambele mănăstiri se afla pe strada care pornește de la Poarta Leilor din estul cetății Ierusalimului și însoțește zidul de nord al Muntelui Templului.

## Textul biblic
Ioan 19 (5): „Iisus a ieșit deci afară, purtând cununa de spini și haina de purpură. «Iată Omul» (Ecce homo), le-a zis Pilat.”

## Galerie de imagini

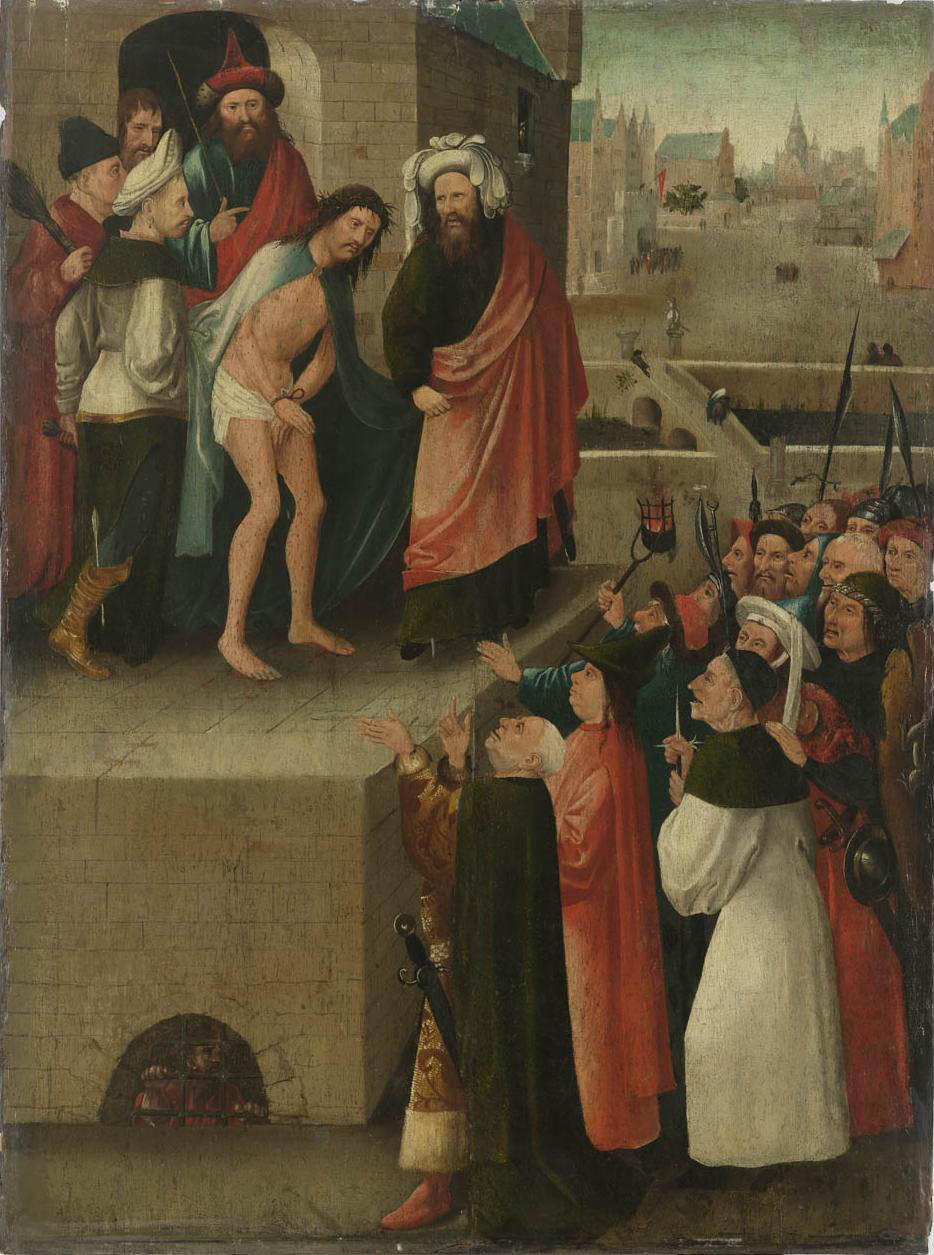
Hieronymus Bosch - „Ecce Homo”
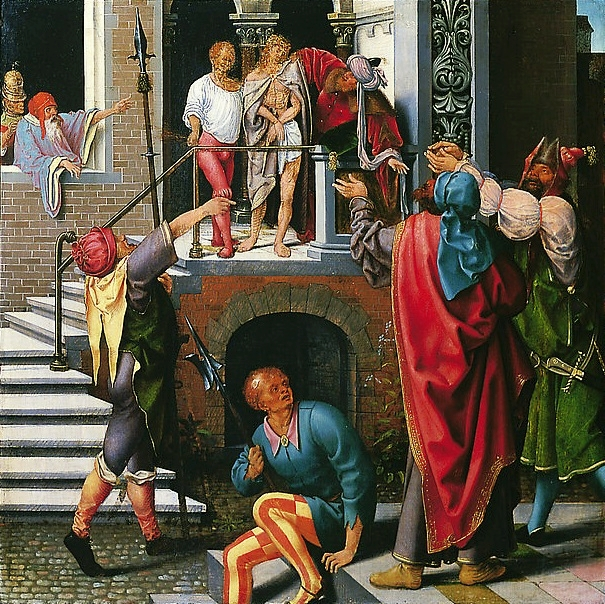
Joos van Cleve - „Ecce homo” (ante 1516)
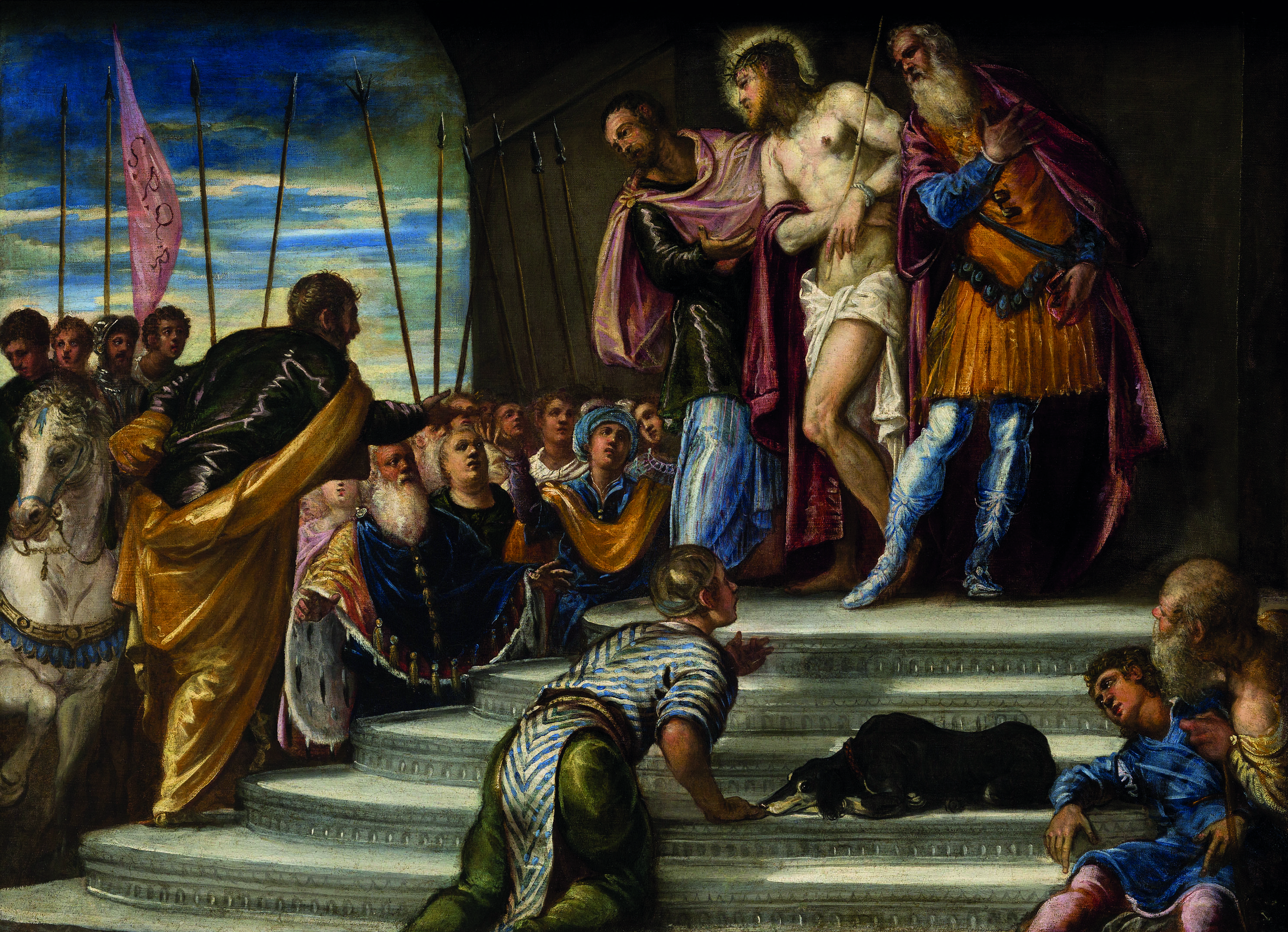
Tintoretto - „Ecce homo” (1546-47)
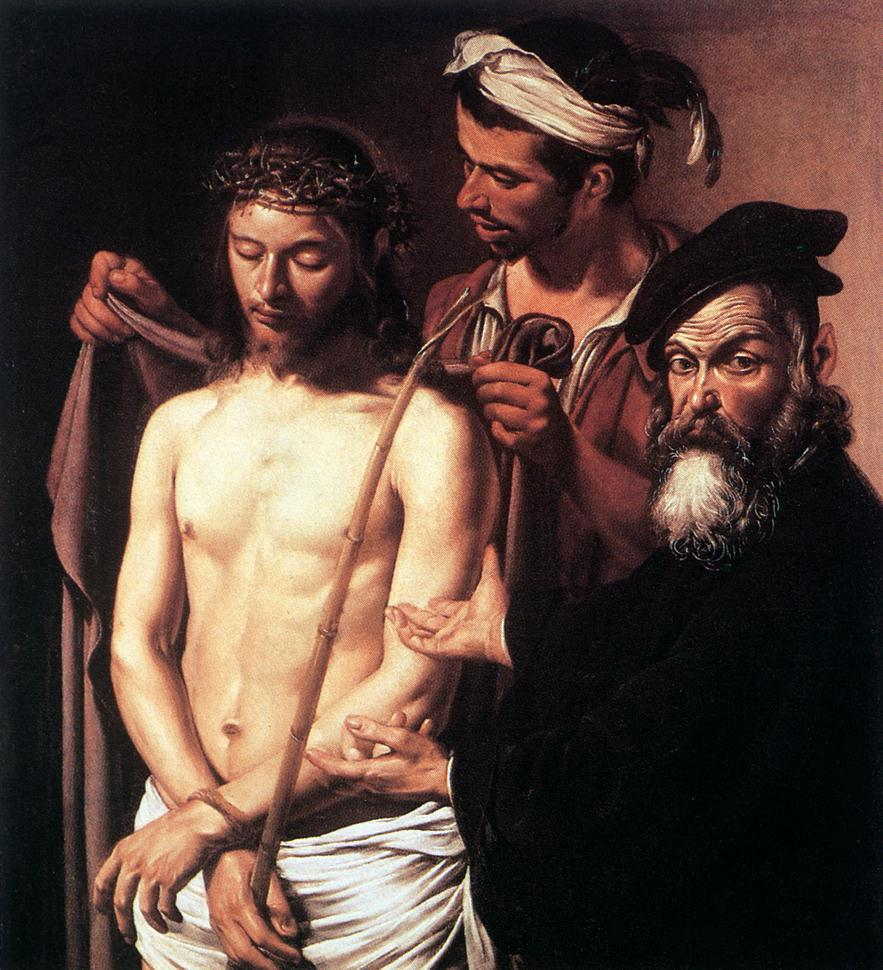
Caravaggio - „Ecce homo” (1605)
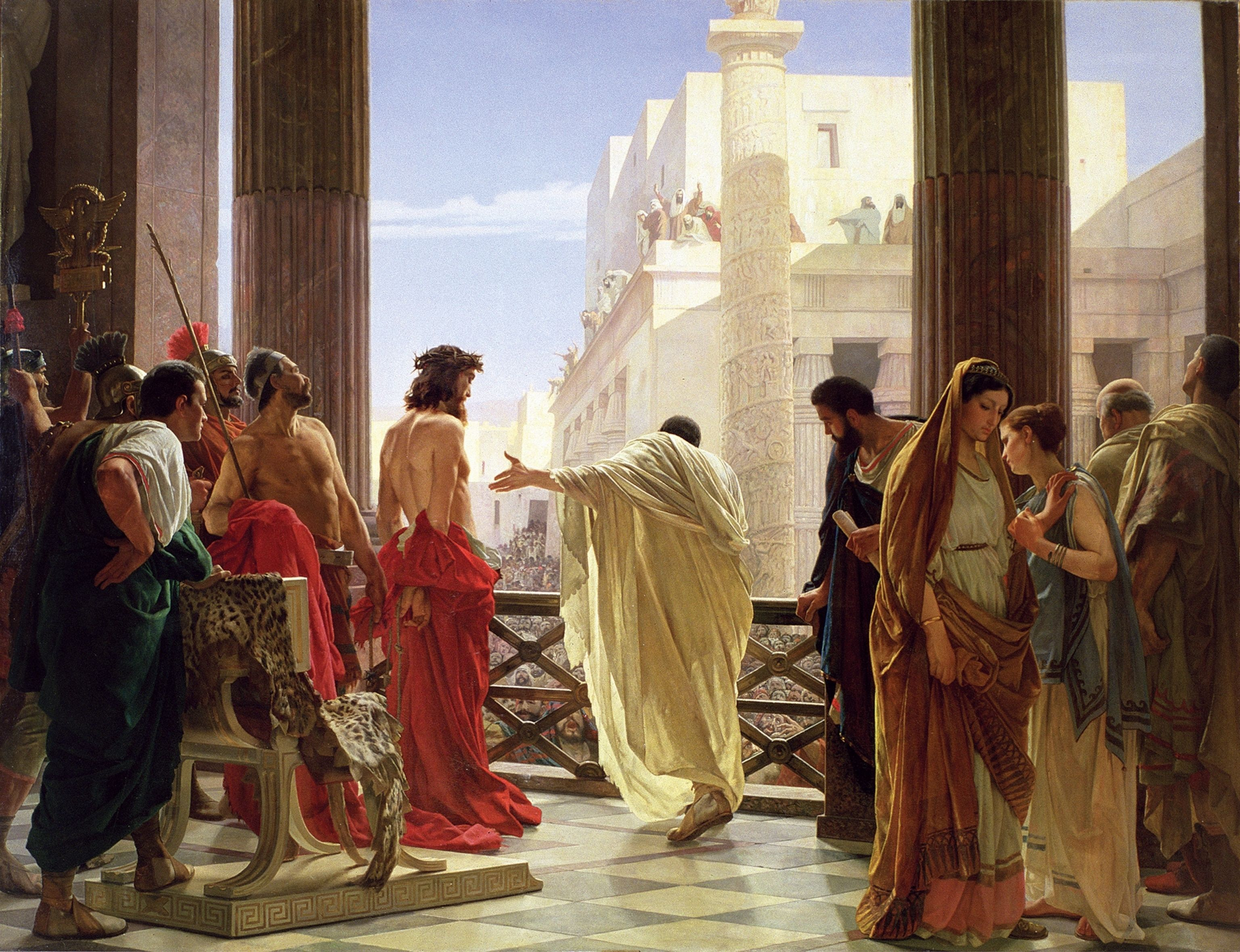
Antonio Ciseri - „Ecce homo” (1860-80)
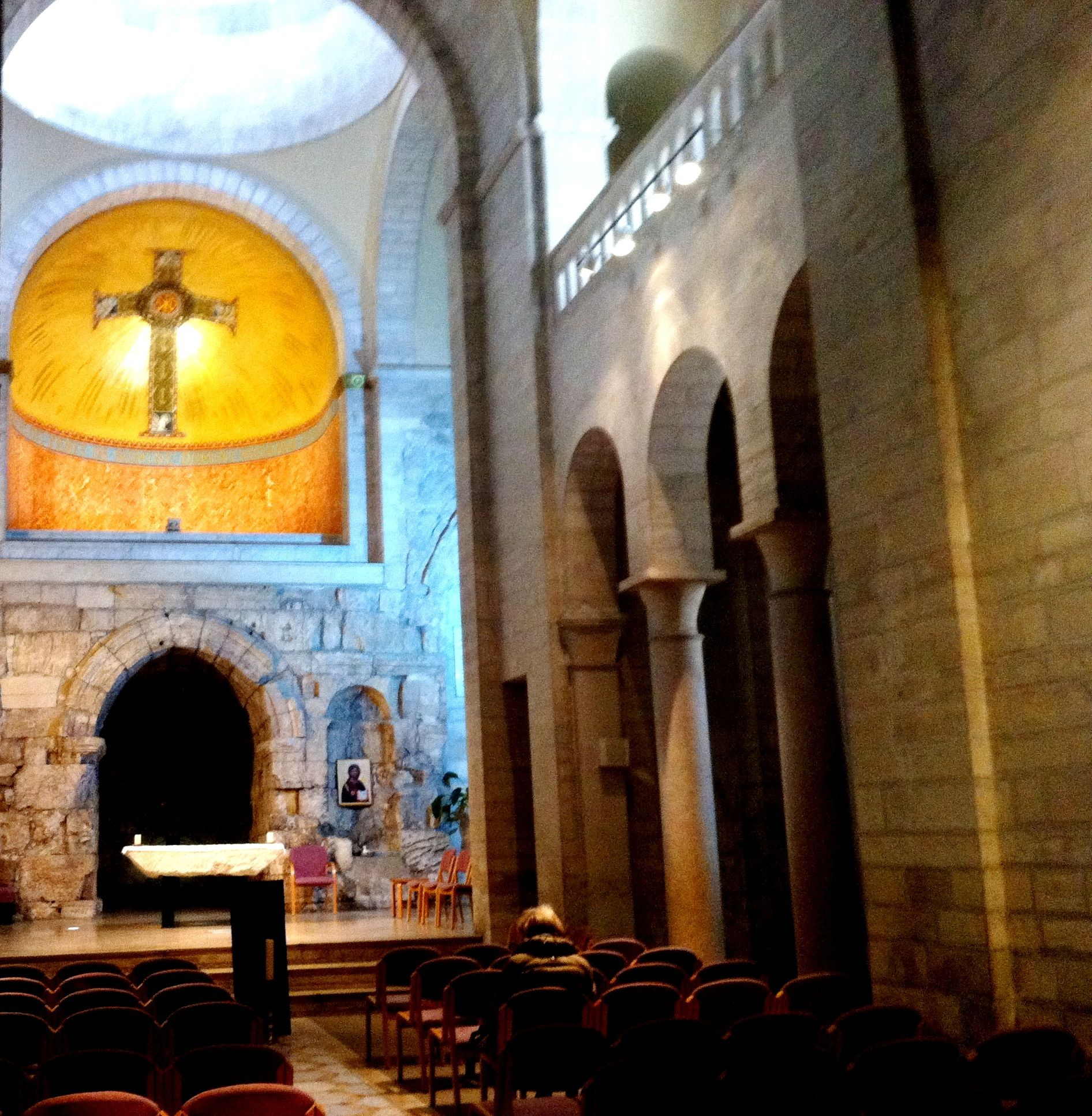
Biserica „Ecce homo” din Ierusalim
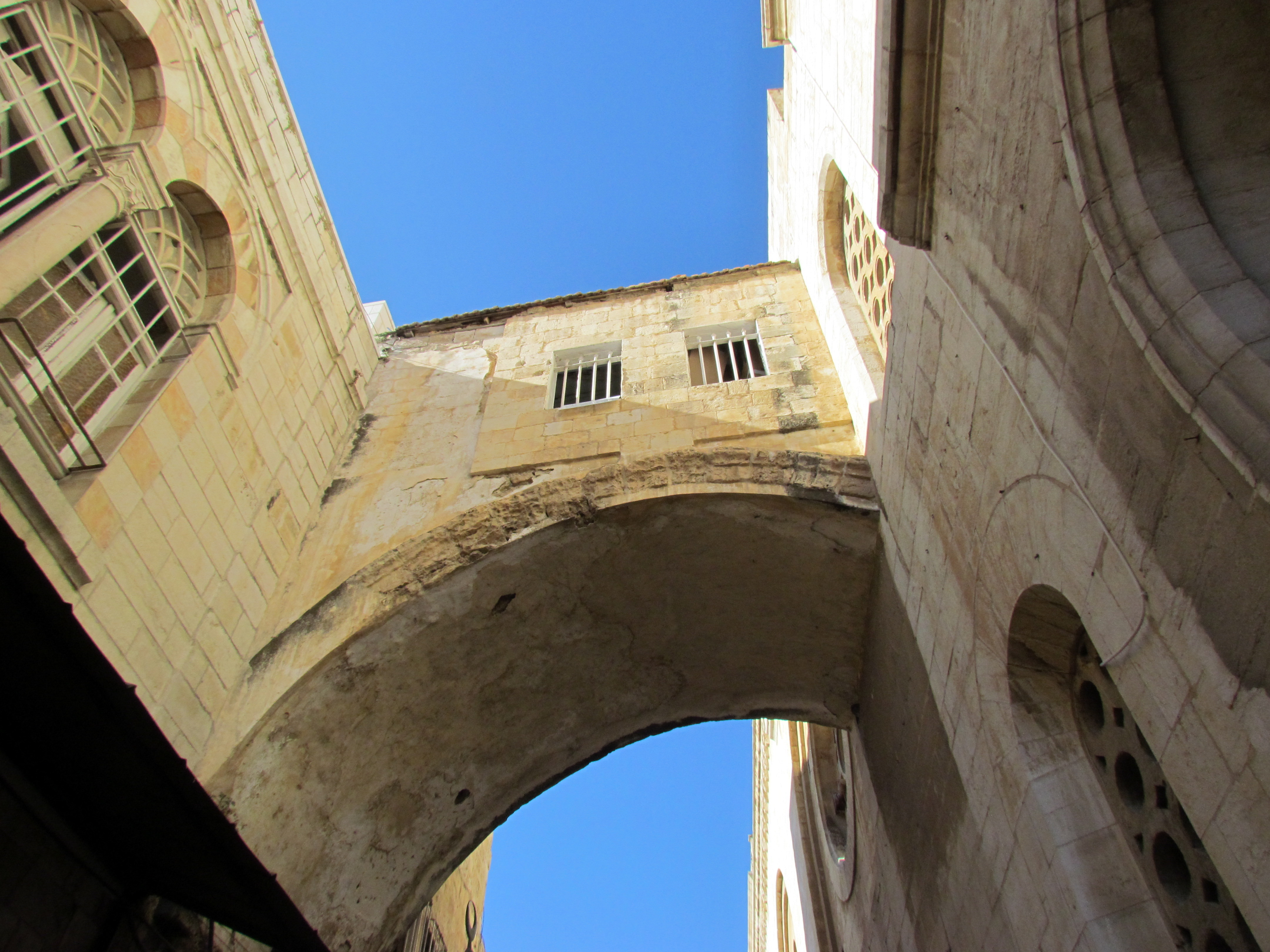
Arcul „Ecce homo” din Ierusalim (trece peste Via Dolorosa)